# Акімов Олексій Семенович
Олексі́й Семе́нович Акі́мов (рос. дореф. Алексѣй Сімеонов Акімов; 1807, Харківська губернія, Російська імперія — не раніше 1861, Миколаїв, Херсонська губернія, Російська імперія) — російський кораблебудівник XIX століття, генерал-майор корпусу корабельних інженерів, що збудував близько 40 суден різного рангу і класу для Російського імператорського флоту. Учасник оборони Севастополя, будівельник мостів, інспектор кораблебудівних робіт Миколаївського порту.

## Життєпис
Народився 1807 року в Харківській губернії в родині солдата. Протягом 1816—1824 років навчався в Чорноморському штурманському училищі в Миколаєві. Випущений помічником штурмана 14-го класу.
У 1824—1825 роках перебував у плаваннях на лінійному кораблі «Пармен» і служив на Миколаївській брандвахті, згодом — на адміральській яхті «Втіха». У травні 1826 року, за рішенням командувача Чорноморського флоту адмірала О. С. Грейга, штурманського помічника 14-го класу Акімова, разом з іншими молодими флотськими офіцерами, зокрема В. Г. Апостолі і С. І. Чернявським, відібрали кандидатом для відправки на стажування в Англію для навчання кораблебудуванню. Разом із п'ятьма кандидатами він був прикріплений до штурманської роти для вивчення англійської мови, яку викладав помічник корабельного майстра О. М. Мелетін. 28 грудня 1826 року Акімов відплив на навчання з Одеси до Лондона на англійському купецькому судні.
У 1827 році, під час закордонного відрядження, Акімова проведено в підпоручники корпусу флотських штурманів, а 1831 року — поручника корпусу корабельних інженерів. Перебуваючи в Англії, учні регулярно надсилали до Миколаєва звіти про свою діяльність, з яких видно, що власне повноцінне навчання розпочалося лише на третьому році їхнього перебування за кордоном, коли було подолано мовний і термінологічний бар'єри. Розуміючи, що почався найплідніший період перебування за кордоном, Грейг клопотав перед морським керівництвом про продовження терміну відрядження Апостолі, Акімова і Чернявського ще на два роки. Микола I дав згоду на їх подальше дворічне перебування в Англії, стажування в якій тривало до 1832 року.
Після повернення Акімова у 1832 році, як іспит адмірал О. С. Грейг доручив йому побудувати 18-гарматний бриг «Фемістокл» за кресленням брига «Меркурій». 21 жовтня 1832 року корабель був закладений у Миколаївському адміралтействі, а 6 вересня 1833 року спущений на воду. 24 грудня того ж року Акімов заклав 84-гарматний лінійний корабель «Силістрія», спущений на воду 11 листопада 1835 року.
У 1834 році Акімов проведений у штабскапітани, у 1835 році — в капітани. 29 грудня 1835 року заклав 18-гарматний вітрильний корвет «Орест», спущений на воду 31 жовтня 1836 року.
У 1837 році Акімова направлено до Одеси наглядачем за будівництвом пароплава «Мітрідат». 29 травня того ж року завершив будівництво і спустив на воду адміральську яхту «Ореанда», яка в серпні 1848 року вирушила з Миколаєва навколо Європи в Кронштадт, де перемогла в імператорських вітрильних перегонах. 24 листопада 1837 року в Миколаївському адміралтействі заклав 44-гарматний вітрильний фрегат «Флора», спущений на воду 21 вересня 1839 року.
28 серпня 1838 року в Спаському адміралтействі заклав 84-гарматні лінійні кораблі «Гавриїл» (спущений на воду 19 листопада 1839 року) і «Уриїл» (спущений на воду 31 жовтня 1840 року), які увійшли до складу Чорноморського флоту і брали участь у Кримській війні 1853—1856 років. В день спуску «Уриїла» Акімов заклав 44-гарматний фрегат «Кагул», спущений на воду 17 вересня 1843 року. «Кагул» також брав участь у Кримській війні 1853—1856 років, зокрема в Сінопській битві.
3 березня 1841 року в Севастопольському адміралтействі Акімов заклав 52-гарматний корабель «Коварна», спущений на воду 11 вересня 1845 року. 18 березня 1844 року Акімов розпочав будівництво 60-гарматного фрегата «Кулевчі» і трьох 10-гарматних тендерів «Проворний», «Поспішний» і «Швидкий», спущені на воду 9 вересня 1845 року.
У 1846 році Акімов проведений у підполковники корпусу корабельних інженерів. У 1849 році заклав два транспортні судна «Портіца» і «Балаклава», спущені на воду у 1850 році. У 1852 році відряджений до Севастополя, де очолив ремонт і будівництво суден. Під час оборони Севастополя ремонтував і піднімав з дна затонулі судна, готував, а потім ремонтував кораблі, зо брали участь у Сінопській битві. У 1854 році побудував наплавний міст у Севастополі з Південної на Північну сторону. Брав участь в обороні Севастополя у складі його гарнізону. У 1855 року через хворобу повернувся до Миколаєва і побудував міст через Дніпро біля Берислава для переправи російських військ.
У 1855 році Акімова проведено у полковники і призначено інспектором кораблебудівних робіт Миколаївського порту. У 1855 році організував термінове будівництво першого наплавного моста через Бузький лиман між Спаськом і Варварівкою завдовжки близько 880 метрів. Міст, що мав важливе стратегічне значення, проіснував понад 100 років. У 1855 році Акімов розпочав добудову першого гвинтового парового 135-гарматного лінійного корабля Чорноморського флоту «Босфор» (перейменований 30 березня 1856 року на «Сіноп»), який будувався у Спаському адміралтействі в Миколаєві від жовтня 1852 року будівничим С. І. Чернявським, якого в 1855 році перевели до Санкт-Петербурга. Корабель, спущений на воду 26 вересня 1858 року, мав парову машину потужністю 800 номінальних кінських сил, яка дозволяла розвивати швидкість до 11 вузлів. 7 квітня 1856 року Акімов нагороджений орденом Святого Георгія IV ступеня за вислугу років.
Протягом 1857—1860 років побудував вітрильно-гвинтові 9-гарматні корвети «Сокіл» (спущений на воду 30 серпня 1859 року), «Яструб» (спущений на воду 19 червня 1860 року) і «Кречет» (спущений на воду 7 серпня 1860 року) та вітрильно-гвинтові шхуни «Четирдак» і «Алушта». За будівництво суден і мостів, а також як учасник оборони Севастополя і Миколаєва Акімов був нагороджений п'ятьма орденами, двома медалями і знаком бездоганної служби за 30 років. Проживав у власному будинку в Миколаєві.
23 січня 1861 року звільнений у відставку з чином генерал-майора корпусу корабельних інженерів. Помер у Миколаєві після 1861 року.

## Нагороди
- Орден Святого Георгія IV ступеня (7 квітня 1856, № 9904).